# La Montagne aux mille regards
La Montagne aux Mille regards è un film francese del 2021 diretto da Bastien Verney.

## Trama
In una valle misteriosa, circondata da una foresta oscura, si trova una montagna inquietante, su cui culmina una cittadella che è qui dalla notte dei tempi. Alcuni parlano di una leggenda spaventosa, altri di una storia antica e poco conosciuta. Questa montagna si chiama la Montagne aux Mille regards perché le anime che sono entrate nella cittadella non sono più tornate nei villaggi, e i visitatori si sentono osservati, spiati ed in pericolo. Dal 1517 nessuno ci va: tutti hanno evitato l'argomento per secoli perché la leggenda che la circonda è inquietante. Tuttavia, in una notte di luna piena, un gruppo di giovani avventurosi decide di passarci la notte. Il solstizio d'estate risveglia le sette più sconosciute, e le sue leggende meritano di essere risvegliate, nonostante i loro terribili pericoli.

## Produzione
Il lungometraggio si svolge nel Fort du Télégraphe, un forte situato a Valloire a 1000 m di altitudine.
Il film è basato su una sceneggiatura originale di David Chamberod (che ha anche fornito assistenza generale durante le riprese). È coprodotto da Cimes Vision Production e Bastien Verney Films. Le riprese sono iniziate nel 2017 e si sono svolte in Savoia (principalmente nella valle della Maurienne). La maggior parte delle scene sono state girate nel Fort du Télégraphe ed in totale, più di 250 persone hanno partecipato al suo sviluppo, inclusa l'Orchestra Sinfonica di Saint-Jean-de-Maurienne.

## Distribuzione
Il film è stato proiettato in anteprima al cinema Les Gentianes di Valloire il 29 dicembre 2021.